# Rasmus Hansen (gymnast)
 For alternative betydninger, se Rasmus Hansen. (Se også artikler, som begynder med Rasmus Hansen)
Rasmus Hansen (født 13. januar 1885 i Flemløse, død 3. juli 1967 i Viby) var en dansk gymnast, som deltog i OL 1912 i Stockholm.
Hansen deltog på det danske hold i svensk system ved OL 1912, hvor blot tre hold stillede op på Stockholms Stadion. Holdene kunne bestå af 16-40 gymnaster, og det svenske hold vandt klart med 937,46 point foran Danmark med 898,84 point, mens Norge blev nummer tre med 857,21 point.